# اولیور پروستگارد
اولیور پروستگارد (دانمارکی: Oliver Provstgaard؛ زادهٔ ۴ ژوئن ۲۰۰۳) بازیکن فوتبال اهل دانمارک است.
از باشگاه‌هایی که در آن بازی کرده است می‌توان به باشگاه فوتبال وایله بلدکلوب اشاره کرد.
وی همچنین در تیم‌های ملی فوتبال  زیر ۱۷ سال دانمارک و زیر ۲۱ سال دانمارک بازی کرده است.